# Чуди, Клара
Клара Чуди (норв. Clara Tschudi; 9 сентября 1856 года, Тёнсберг — 10 ноября 1945 года) — норвежская писательница.

## Биография
Клара Чуди родилась 9 сентября 1856 года в норвежском городе Тёнсберг. Она была дочерью помещика Петра Чуди (Peter Tschudi, 1812—1900) и Верены Чуди (Peter Tschudi, 1815—1894). Её брат, Антон Чуди (Anton Tschudi, 1848—1914) стал также помещиком, как его отец. Отец Чуди в свое время иммигрировал в Норвегию из Швейцарии.
В 1878—1881 годах Клара Чуди училась пению в Берлине и Дрездене, а в 1881 году начала свою карьеру оперной певицы. Однако в 1884 году она начала писать статьи для местных журналов, что дало толчок ее литературному творчеству, которое посвятила женщинам и женской истории.
В 1889—1890 годах она изучала историю в Париже, с 1884 по 1900 год проводила много времени за изучением в Европе иностранных языков.
Клара Чуди известна написанными ею биографиями вошедших в историю женщин. Среди ее работ произведения: Kvindebevægelsen, dens Udvikling og nuværende Standpunkt 1885 года издания, Тре Nutidskvinder 1887 года издания, с описаниями биографий борцов за права женщин Камиллы Коллетт, Лины Моргенштерн и Гертруды Гильом-Шак (Gertrude Guillaume-Schack).
Её книга Kejserinde Eugenie, вышедшая в 1889 году, была первой из серии биографических портретов женщин королевских кровей. Немецкий перевод её книги Императрица Елизавета Австрийская в своё время был запрещен в Австрии. Клара Чуди проживала в городе Гёусдал, скончалась 10 ноября 1945 года.